# Vers (gedicht)
Een vers (ook: versregel of dichtregel) is een regel uit een gedicht, dat wil zeggen een groep woorden die horizontaal van links naar rechts op de pagina staan en een eenheid vormen. In deze betekenis is het via het Frans ontleend aan het Latijn (versus: rij, regel, versregel). Het woord vers wordt soms ook wel voor grotere teksten gebruikt.

## Kenmerken
Versregels hebben in vergelijking met de regels en zinnen in proza een grotere zelfstandigheid: visueel, in klanken en/of inhoudelijk. De dichter kiest het regeleinde bewust, het hangt er niet zoals in proza van af of de regel toevallig al 'vol' is.  Een vers kan samenvallen met een zin of deelzin, waarmee de regel ook een inhoudelijke of syntactische eenheid vormt, wat in proza slechts bij uitzondering voorkomt. Anderzijds doorbreken dichters dit soms met enjambementen, wat een verrassend effect kan geven.
Bij voordracht houdt men vaak – maar lang niet altijd – een korte pauze tussen de verzen. Bij traditionele versvormen wordt de indeling in verzen bovendien vaak benadrukt door metrum, waarmee een zekere cadans ontstaat, en door eindrijm. Klassieke versvormen worden gekenmerkt door het aantal verzen per strofe, door het rijm en door de indeling van de verzen in voeten.
Visueel is de ongelijke lengte van de verzen doorgaans aan de rechterzijde zichtbaar, waar de regels niet uitgelijnd zijn. Soms wordt ook de linker kantlijn doorbroken door het eerste woord van het vers op een afwijkende plek te zetten. De zelfstandige rol van de verzen kan ook worden benadrukt door elke regel met een hoofdletter te beginnen, ook als het geen geheel nieuw volzin is die in proza ook een hoofdletter zou krijgen.
Als dichtregels worden geciteerd in doorlopend proza, worden ze vaak gescheiden door schuine strepen  (bijvoorbeeld: "Een nieuwe lente en een nieuw geluid / ik wil dat dit lied klinkt als het gefluit").

## Verwante betekenissen
Het woord vers wordt ook wel gebruikt voor een gehele strofe (bestaande uit verschillende versregels) of voor een heel gedicht. Dat laatste is meestal het geval bij het verkleinwoord versje. Het gaat dan bijvoorbeeld om een gezongen tekst (lied), Sinterklaasgedicht of kinderrijmpje.

## Bijbel, Koran
Ook tekstelementen uit heilige boeken zoals de Bijbel en de Koran worden verzen genoemd. Vaak zijn deze genummerd. Een vers in de Koran heet in het Arabisch aya. Bijbelverzen en aya's kunnen in gedrukte of geschreven tekst meerdere regels omvatten en bestaan veelal uit een of meer volzinnen. De versnummers worden gebruikt om te verwijzen naar een passage in het boek.

## Bron
- Vis, G.J., vers of versregel en regeleinde in: G.J. van Bork e.a. (red.), Letterkundig lexicon voor de Neerlandistiek, 2002 (online bij DBNL)